# ヨーロッパ史

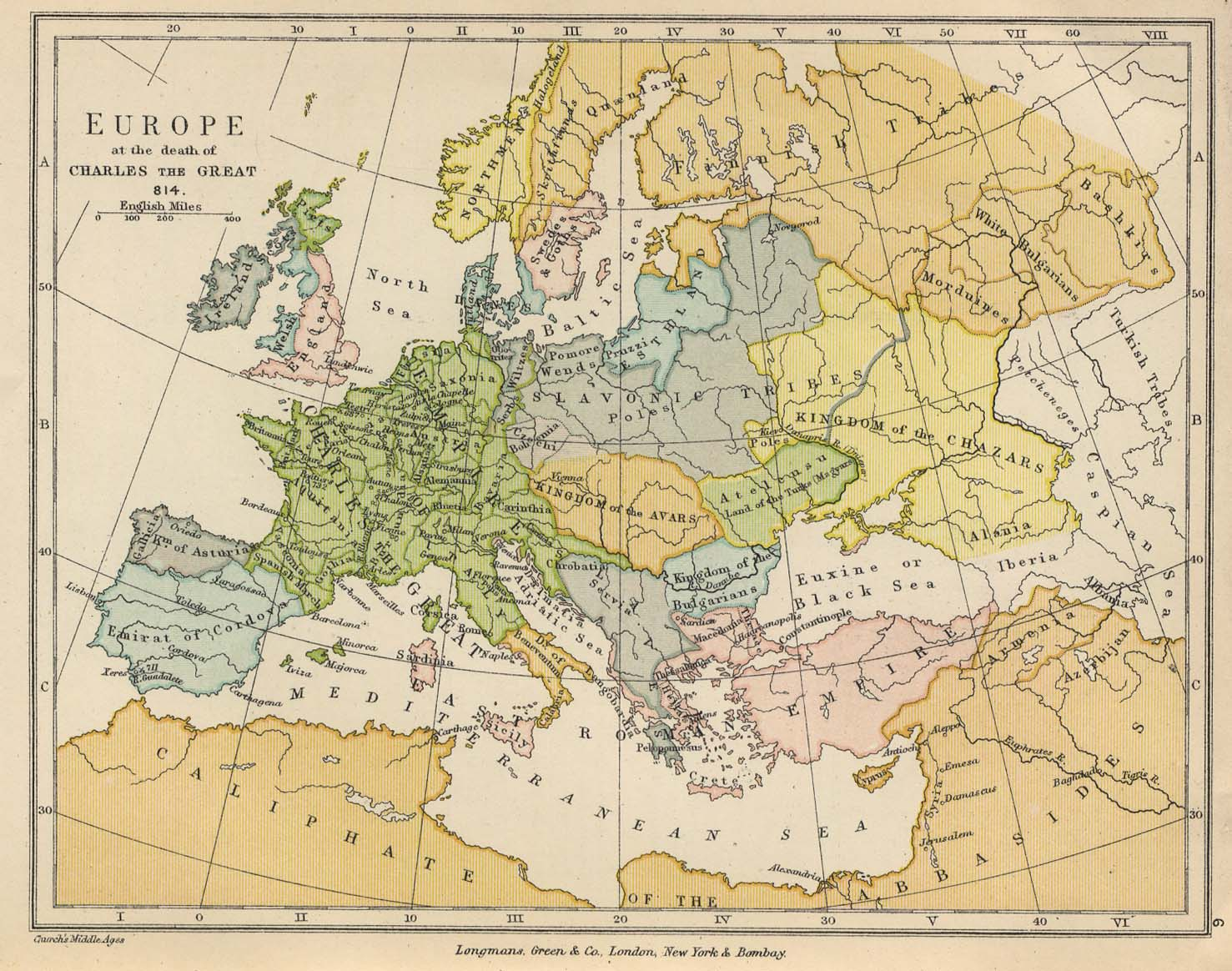
西暦814年頃のヨーロッパ

ヨーロッパ史（ヨーロッパし）とは、ヨーロッパにおける歴史である。欧州史（おうしゅうし）とも呼ばれる。

## 時代区分
歴史の時代区分によく用いられる古代、中世、近代という3区分法はヨーロッパの歴史を分析するために考え出された。この区分法の起源は、ルネサンスの人文主義者たちが、古代ギリシア・ローマ時代を理想とし、ルネサンスはその古代文明の再生であり、その間の中世を古代の文明が中断された暗黒時代と捉えたのがそもそもの始まりである。今日では、中世を「暗黒時代」と捉える歴史学者は皆無であるが、当時においては、このようにして栄光のギリシャ・ローマの時代を「古代」、「暗黒時代」の「中世」、そして今（ルネサンスの時代）を「近代」とする3区分法が用いられるようになった。
ルネサンス以降もこの3区分法は用いられつづけ、つい最近までヨーロッパの時代区分はこの3区分が一般的であった。しかし、歴史学の研究が進展する中で、中世と近代の間に「近世」を挟む提案がなされた。これは広く歴史学者に受け入れられ、現在では古代、中世、近世、近代の4区分が一般的に用いられるようになった。
古代、中世、近世、近代の境界は概ね以下の通りである。
- 古代 - 中世: 西ローマ帝国の滅亡
- 中世 - 近世: 東ローマ帝国の滅亡、ルネサンス、大航海時代、宗教改革
- 近世 - 近代: 市民革命（特にフランス革命）、産業革命

なお、近代と現代の境界については、1980年代までは1914年の第一次世界大戦の開始以降を現代とする区分が一般的であった。しかし、1990年代以降は、1989年のベルリンの壁崩壊とそれに伴う冷戦の終結までを近代の枠組みの中で捉えることが多くなってきている。

### 古代
古代においては、地域ごとに文明が栄えた。特に重要な地域は、都市国家とヘレニズムの世界を築いた古代ギリシアと、地中海における強大な大帝国を実現したローマ帝国である。
- 古代ギリシア: ギリシアにおける古代文明。
  - ミノア文明
  - ミケーネ文明
  - ポリス
    - アテナイ
    - スパルタ

  - ペルシャ戦争
  - ペロポネソス戦争
  - アレクサンドロス3世（アレクサンドロス大王）
  - ヘレニズム文明
- 古代ローマ: イタリア・ローマを中心とする地中海世界における古代文明。
  - 共和政ローマ
    - ポエニ戦争
    - スパルタクスの反乱
    - 内乱の1世紀
    - ガイウス・マリウス
    - ルキウス・コルネリウス・スッラ
    - 第一回三頭政治
    - ガイウス・ユリウス・カエサル

  - ローマ帝国
    - アウグストゥス
    - パクス・ロマーナ
    - 五賢帝時代
    - ミラノ勅令
    - 東ローマ帝国（中世まで存続）
- フン人
- アヴァール人
- ケルト人
- ゲルマン人
- スラヴ人
- マジャル人
- ブルガール人
- ゲルマン民族の大移動

### 中世
西ローマ帝国の滅亡とともに、中世ヨーロッパにおいて中世国家が築かれた。フランク王国と後継である分裂国家、そののちの中世国家の誕生により、中世のヨーロッパの基礎が作られた。それらは、国王と諸侯、貴族と奴隷による、ヨーロッパ封建社会となって存続した。
- キリスト教: イエス・キリストを神とするヨーロッパの伝統的な宗教。
- 封建制
  - 農奴制
- ギルド
- 都市国家
  - ヴェネツィア共和国
  - ジェノヴァ共和国
  - フィレンツェ共和国
- 都市同盟
  - ハンザ同盟
  - ロンバルディア同盟
  - メディチ家
- フランク王国: ヨーロッパ世界を中世で最初に支配した王国。のちに東、中、西に分裂。
  - カール大帝
  - 東フランク王国
  - フランス王国
- ハンガリー王国
- ポーランド王国

- - ピャスト朝
  - ヤギェウォ朝
    - ポーランド・リトアニア連合王国
- リトアニア大公国
  - ゲディミナス朝
- 神聖ローマ帝国: ドイツ地域の帝国。
  - オットー大帝
  - 大空位時代
  - 金印勅書
- ヴァイキング
  - ノルマン人
  - ノルマンディー公国
  - ノルマン・コンクエスト
  - イングランド王国
    - ノルマン朝

  - デーン人
  - ヴァリャーグ
  - ルーシ・カガン国
  - ノヴゴロド公国（ノヴゴロド共和国）
    - リューリク

  - キエフ大公国
  - ロベルト・イル・グイスカルド
  - シチリア王国
  - アンティオキア公国
- 北欧
  - 北海帝国
    - カヌート大王

  - カルマル同盟
  - スウェーデン＝フィンランド
    - スウェーデン・ノヴゴロド戦争
- スラヴ人
  - セルビア王国
  - クロアチア王国
  - ブルガリア帝国
  - ボヘミア王国
  - モラヴィア王国
  - スラヴ民族の北東ルーシへの移動

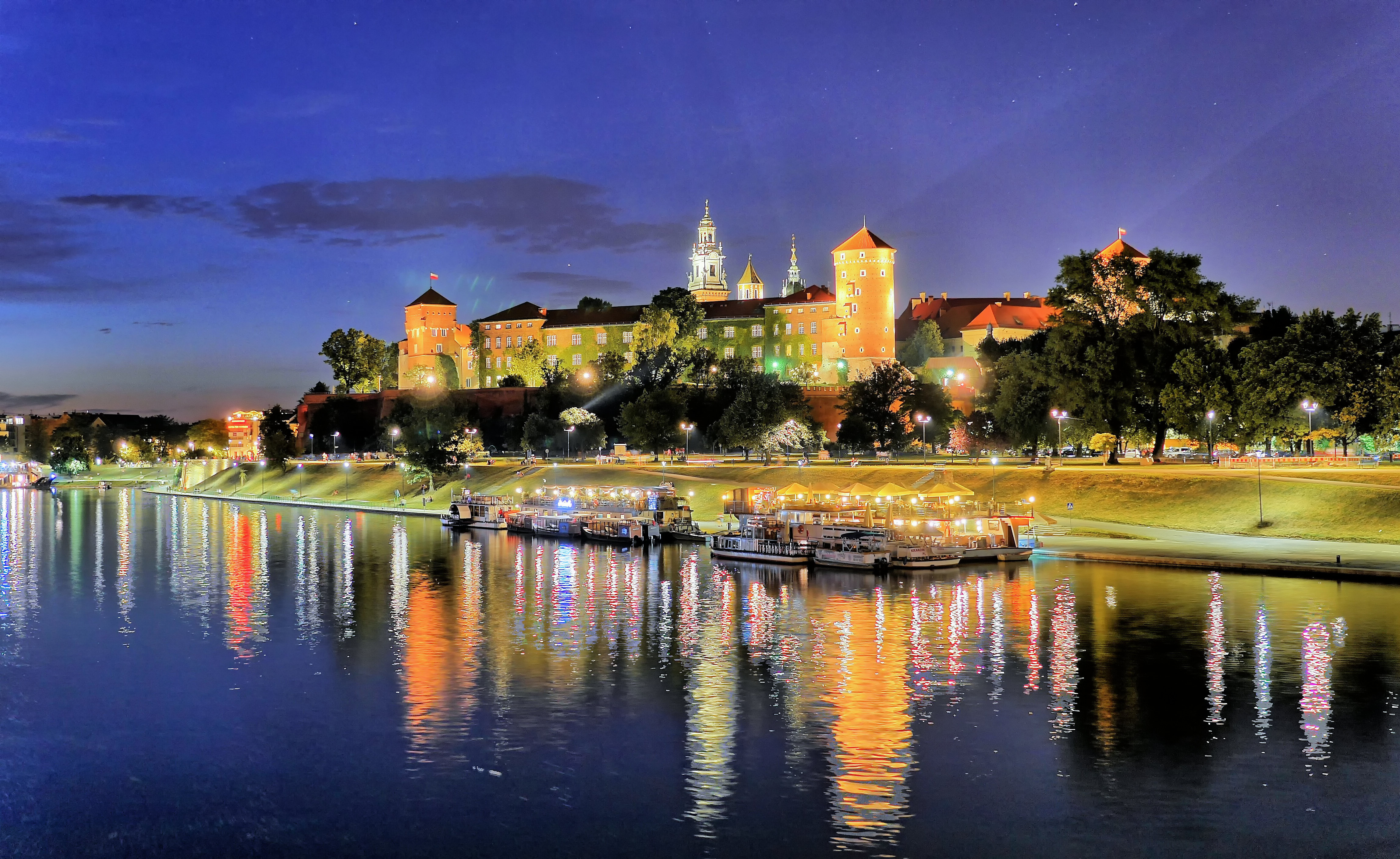
クラクフ, 旧ポーランドの首都

- ローマ教皇: ローマ・カトリック教会の教皇。
  - 東西教会の分裂
  - カノッサの屈辱
  - 十字軍
    - 十字軍国家

  - 北方十字軍
  - ドイツ騎士団
  - アナーニ事件
  - アヴィニョン捕囚
  - 教会大分裂
- 百年戦争: フランス・イングランドにおける戦争。
  - 薔薇戦争
- レコンキスタ

### 近世
ヨーロッパの近世としては、大きな3つの時代と出来事である、ルネサンス（古代復興）、宗教改革（プロテスタントの誕生）、大航海時代（新航路、新大陸の発見）が起き、また王権神授説、重商主義、国王の常備軍を柱とする、絶対王政が栄えた。
- ルネサンス
  - 人文主義者
  - フィレンツェ
  - 三大発明
  - 活版印刷
  - メディチ家
  - イタリア戦争
- 大航海時代
  - プレヴェザの海戦
  - レパントの海戦
  - 植民地
  - 世界地図
- 宗教改革
  - フス派
  - プロテスタント
    - ルター派
    - カルヴァン派
    - 改革派
    - 英国国教会
    - プロテスタントとイスラム

  - 宗教戦争
    - ドイツ農民戦争
    - シュマルカルデン同盟
      - シュマルカルデン戦争

    - ユグノー戦争
      - ナントの勅令

    - 三十年戦争
      - ヴェストファーレン条約
      - ヴェストファーレン体制
- 対抗宗教改革
  - イエズス会
- 絶対王政
  - オスマン帝国
  - ブルボン朝
    - スペイン継承戦争
    - 重農主義

  - テューダー朝
    - アルマダの海戦

  - ステュアート朝
    - 清教徒革命
    - 名誉革命

  - ハプスブルク家
    - スペイン帝国
      - 八十年戦争

    - 第一次ウィーン包囲
    - 第二次ウィーン包囲
    - オーストリア継承戦争
    - 七年戦争

  - ホーエンツォレルン家
    - ブランデンブルク選帝侯
    - ブランデンブルク＝プロイセン
    - プロイセン王国
- 重商主義
  - 東インド会社
  - 奴隷貿易
- 啓蒙主義
  - 啓蒙専制主義
  - 啓蒙時代
- 科学における変革
  - 地動説
  - 科学革命
- ポーランド・リトアニア共和国
  - ルブリン合同
  - 黄金の自由
  - リヴォニア戦争
  - ロシア・ポーランド戦争 (1605年-1618年)
  - ロシア・ポーランド戦争 (1654年-1667年)
  - スウェーデン・ポーランド戦争
  - 大洪水時代
  - 5月3日憲法
  - ポーランド分割
- ロシア・ツァーリ国（モスクワ大公国）
  - リューリク朝
  - ロマノフ朝
  - 動乱時代
- ロシア帝国
  - ロマノフ家
- 北欧
  - デンマーク王国
    - オルデンブルク家
    - デンマーク＝ノルウェー

  - スウェーデン王国
    - バルト帝国
    - 北方戦争
    - 大北方戦争

### 近代
絶対主義の後の思想として、啓蒙主義と自由の思想が現れた。フランス革命を初めとするヨーロッパ国民国家の思想とともに、ヨーロッパ各国は統一して、現在のドイツやイタリアなどが誕生した。そのまま、各国が国際政策と植民地競争によって、帝国主義、その逆の平等と革命の思想である社会主義が台頭した。各国の同盟競争の末に、第一次世界大戦が起きた。その後の第二次世界大戦ではドイツとイタリアにみられるファシズム連合と、アメリカ、ソ連、イギリス、フランスなどによる連合国が戦い、連合国が勝利した。その後、東西冷戦が始まり、ソ連消滅とドイツ再統一とともに、冷戦は終結した。
- 清教徒革命
- 名誉革命
  - 権利の章典
  - 議院内閣制
- 農業革命
- 産業革命
  - 資本主義
  - 共産主義
- 啓蒙時代
  - 啓蒙専制主義
- フランス革命
  - フランス革命戦争
  - フランス人権宣言
  - フランス第一共和政
  - 恐怖政治
  - テルミドールのクーデター
  - ナポレオン・ボナパルト
    - ブリュメールのクーデター
    - フランス第一帝政
    - ナポレオン戦争
    - 対仏大同盟
- アメリカ大陸諸国の独立年表

- ウィーン会議
  - ウィーン議定書
  - 正統主義
  - ウィーン体制
  - 神聖同盟
  - ドイツ連邦
  - デカブリストの乱
  - ギリシャ独立戦争
  - クリミア戦争
- 七月革命
  - 七月王政
  - 十一月蜂起
  - カルボナリ
- 1848年革命
  - フランス第二共和政
  - フランス第二帝政
  - フランクフルト国民議会
- イタリア統一
  - イタリア王国
- ドイツ統一
  - 普墺戦争
  - オーストリア＝ハンガリー帝国
  - 普仏戦争
    - パリ・コミューン
    - フランス第三共和政

  - ドイツ帝国
    - ビスマルク体制
    - 3B政策
    - 汎ゲルマン主義
- ポーランド立憲王国
  - 11月蜂起
  - 1月蜂起
- 北欧
  - 汎スカンディナヴィア主義

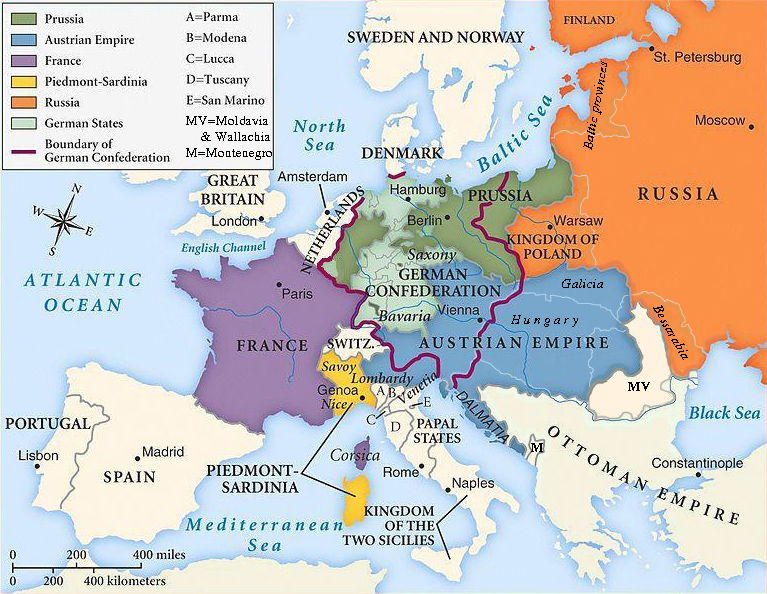
1815年ウィーン会議での地理

    - シュレースヴィヒ＝ホルシュタイン戦争（第一次、第二次）

  - スウェーデン＝ノルウェー連合王国
  - アイスランド王国
- 帝国主義
  - イギリス帝国
  - 植民地
  - アフリカ分割
  - 汎スラヴ主義
  - 南下政策
  - グレート・ゲーム

- 第一次世界大戦
  - ドイツ革命
  - ヴァイマル共和政
  - ロシア革命
  - ロシア内戦
  - ソビエト連邦
  - トルコ革命
  - パリ講和会議
- 戦間期
  - ロカルノ条約
  - 世界恐慌
  - ブロック経済
  - ファシズム
  - ナチス・ドイツ
  - スペイン内戦
- 第二次世界大戦
  - ホロコースト
  - レジスタンス運動
  - パルチザン
  - ドイツ分割
  - ドイツ人追放
  - ソ芬戦争
- 冷戦
  - アジア・アフリカ諸国の独立年表
  - 鉄のカーテン
  - 北大西洋条約機構 (NATO)
  - ワルシャワ条約機構
  - ベルリンの壁
  - ハンガリー動乱
  - プラハの春
  - ノルディックバランス
  - デタント

1914年の地理

  - アフガニスタン紛争 (1978年-1989年)
- 東欧革命
  - ベルリンの壁崩壊
  - ソビエト連邦の崩壊
  - 汎ヨーロッパ・ピクニック
- ドイツ再統一

### 現代
現代のヨーロッパである。
- 欧州連合
  - ユーロ
  - 移民
- ユーゴスラビア紛争
  - ボスニア・ヘルツェゴヴィナ紛争
  - コソボ紛争
- 対テロ戦争
  - テロリズム
  - イラク戦争
  - イスラム原理主義

## 地域区分
地域の区分は日本人がヨーロッパ史を理解する上で、障害になることのひとつである。日本のような島国とは違って、ヨーロッパは陸続きであり、ヨーロッパの歴史は様々な民族の移動や侵入の歴史とも言える。このため民族の区分が現在の国境と合っておらず、日本では比較的簡単に収まりきる「国民史」という概念では簡単に捉えきることができないのである。
以下に「国民史」の形態で列挙するが、例えば、「中央ヨーロッパの歴史」とは広義的なドイツ語圏の歴史であり、｢ドイツの歴史｣というものを書く場合、これらの地域でのドイツ人の活動の歴史とどのように整合性を取っていくかということが問題になる。
また、時代による名称の違いも障害となる。日本では日常的に「イギリス」という言葉を用いるが現在の「イギリス」は18世紀中ごろに形成し始めたもので、それ以前は「イングランド王国」である。以下の「イギリスの歴史」は、18世紀中ごろまでの記述は「イングランド王国」の歴史である。全てを「イギリス」として捉えるのでは、イギリスの歴史を正しく認識しておらず、スコットランドやウェールズ、アイルランドの歴史を全く無視していることにも繋がりかねない。

### 西ヨーロッパの歴史
- ブリテンの歴史
  - イギリスの歴史
    - イングランドの歴史
    - スコットランドの歴史
    - ウェールズの歴史

  - アイルランドの歴史
- フランスの歴史
- ネーデルラント
  - オランダの歴史
  - ベルギーの歴史
  - ルクセンブルクの歴史
- スペインの歴史
- ポルトガルの歴史
- イタリアの歴史
- モナコの歴史

### 中央ヨーロッパの歴史
- ドイツの歴史
- オーストリアの歴史
- スイスの歴史
- ハンガリーの歴史
- チェコの歴史
- スロヴァキアの歴史
- スロヴェニアの歴史
- クロアチアの歴史
- ポーランドの歴史

### バルカン半島の歴史
- バルカン半島の歴史
  - セルビア・モンテネグロの歴史
    - セルビアの歴史
    - モンテネグロの歴史

  - マケドニアの歴史
  - アルバニアの歴史
  - ブルガリアの歴史
  - ルーマニアの歴史
  - ギリシャの歴史
  - トルコの歴史

### 東ヨーロッパの歴史
- ロシアの歴史
- ウクライナの歴史
- モルドヴァの歴史
- ベラルーシの歴史

### 北ヨーロッパとバルト三国の歴史
- 北欧史
  - アイスランドの歴史
  - デンマークの歴史
  - ノルウェーの歴史
  - スウェーデンの歴史
  - フィンランドの歴史
- バルト三国
  - エストニアの歴史
  - ラトビアの歴史
  - リトアニアの歴史